# Caffrolix jeana
Caffrolix jeana är en insektsart som beskrevs av Davies 1988. Caffrolix jeana ingår i släktet Caffrolix och familjen dvärgstritar. Inga underarter finns listade i Catalogue of Life.